# 助燃性

酸化性を示すハザードシンボル（Directive 67/548/EECによる）

助燃性（じょねんせい）は、物質が燃焼するのを助ける性質、すなわち酸化力のある性質をいう。支燃性（しねんせい）または酸化性（さんかせい）とも呼ばれる。
一般に、空気よりも燃焼を促進する物質をいう。助燃性を示す気体としては、酸素・オゾン・亜酸化窒素・一酸化窒素・二酸化窒素・フッ素・塩素・二酸化塩素・三フッ化窒素・三フッ化塩素・四塩化ケイ素・二フッ化酸素・ペルクロリルフルオリドなどがあり、これらとその他のガスとの混合物も助燃性を示す。助燃性は ISO 10156:1996「ガスおよびガス混合物-シリンダー放出弁の選択のための着火および酸化能力の決定」の方法にしたがって定量的に判断される。助燃性ガスのボンベなどには「円上の炎」の絵表示が付けられる。
炎の熱などによって化学分解し、助燃性のある気体を放出する固体または液体も助燃性に分類される。過酸化水素などの過酸化物、過酸・過塩素酸・過マンガン酸・硝酸、およびこれらの塩が該当する。臭素やヨウ素などのハロゲン単体や、フルオロスルホン酸などハロゲンを含む化合物の一部も助燃性を示す。
助燃性の物質は、空気中よりも効率のよい燃焼が必要なときに、燃料と混合して用いられる。ナイトラス・オキサイド・システムは助燃性の高い亜酸化窒素を利用して、高効率なエンジン性能を達成する。